# Mallaranny
Mallaranny (auch: Mulranny, irisch An Mhala Raithní) ist ein Ort im County Mayo in der Provinz Connacht in Irland. Er liegt an der Landenge zwischen der Halbinsel An Corrán und dem irischen Festland, der die Clew Bay von der Blacksod Bay trennt.

## Verkehr
Mallaranny liegt an der Nationalstraße N59, die nach Norden und Westen in Richtung Ballina, sowie nach Süden in Richtung Westport führt. Die R319 beginnt hier und führt über die Halbinsel An Corrán auf die Insel Acaill.

## Veranstaltungen
Jedes Jahr findet das „mediterrane Heide-Festival“ (Mediterranean Heather Festival) statt, das die Pflanzenwelt der Gegend thematisiert. So gibt es neben anderen exotischen Pflanzen hier beispielsweise Riesenfuchsien.

## Persönlichkeiten
- Sir Ernest Chain: Mitentwickler von Penicillin und Nobelpreisträger für Medizin (1945)
- Desmond Llewelyn: Schauspieler (z. B. „Q“ in den James-Bond-Filmen)
- Mulloy Brothers: Band, die traditionelle irische Musik spielt